# Proctacanthus craverii
Proctacanthus craverii là một loài ruồi trong họ Asilidae. Proctacanthus craverii được Bellardi miêu tả năm 1861. Loài này phân bố ở vùng Tân nhiệt đới.